# Simplocarina curticollis
Simplocarina curticollis är en skalbaggsart som beskrevs av Maurice Pic 1922. Simplocarina curticollis ingår i släktet Simplocarina och familjen lerstrandbaggar. Inga underarter finns listade i Catalogue of Life.